# Città-Stato greche

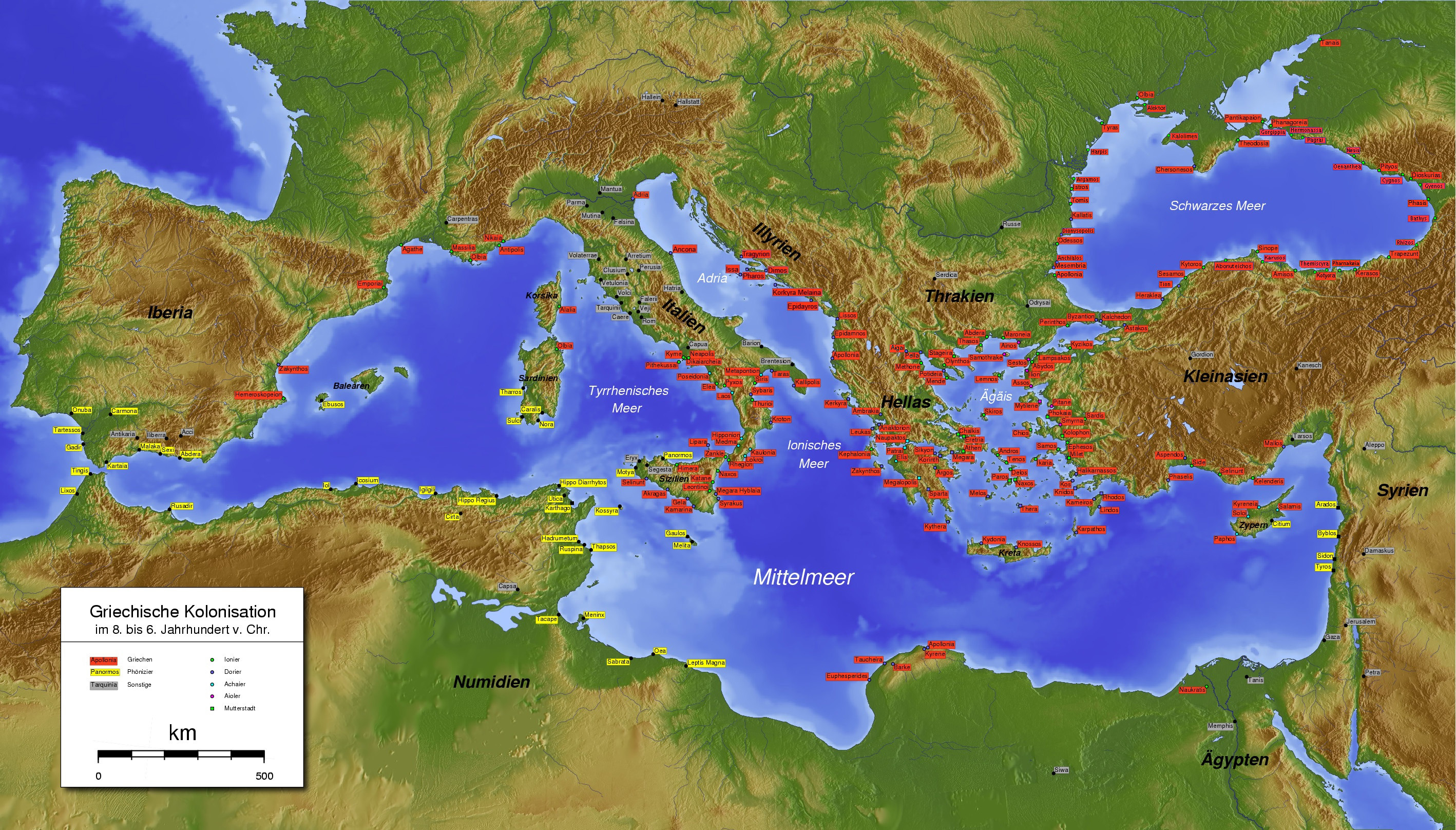
Città-stato greche (in rosso) nel IV secolo a.C.

Questo articolo è una lista di città-Stato greche conosciute, dall'età arcaica all'età ellenistica. Vi si trovano dunque elencate tutte le poleis greche dagli inizi dell'età arcaica alla fine dell'età ellenistica, ossia tutte le città greche che in queste epoche furono, almeno per un certo periodo, indipendenti e sovrane. Non vi si trovano quindi quelle città, cittadine o villaggi dell'antico mondo greco, che non furono autonome bensì soggette a un'altra città o organismo politico di varia natura. Saranno poi presentati gli insediamenti moderni delle città, se essi esistono.

## Grecia continentale e Peloponneso

### Acaia
| Poleis   | Città moderna    |
| -------- | ---------------- |
| Aigio    | Egio             |
| Cerinia  | Nea Kerinia      |
| Dime     | Dymi             |
| Egira    | Egira (Aigeira)  |
| Elice    | Eliki            |
| Oleno    | Tsoukaleika      |
| Patrasso | Patrasso (Patre) |
| Pellene  | Xylocastro       |
| Ripe     | Koumari          |
| Tritea   | Tritaia          |

### Acarnania
| Poleis    | Città moderna      |
| --------- | ------------------ |
| Anattorio | Vonitsa            |
| Azio      | Aktio              |
| Lepanto   | Lepanto (Naupatto) |
| Thermo    | Thermo             |

### Arcadia
| Poleis     | Città moderna |
| ---------- | ------------- |
| Cafie      | Cotussa       |
| Calliste   | Galatas       |
| Cineta     | Kalavrita     |
| Cleitore   | Koutsi        |
| Fliunte    | Petri         |
| Gortina    | Gortyna       |
| Licosura   | Kore          |
| Mantinea   | Mantineia     |
| Megalopoli | Megalopoli    |
| Orcomeno   | Katalimata    |
| Psophis    | Psofida       |
| Tegea      | Alea          |
| Telpusa    | Vanaena       |

### Argolide
| Poleis   | Città moderna     |
| -------- | ----------------- |
| Antene   | Neris             |
| Argo     | Argos             |
| Asine    | –                 |
| Cleone   | Cleone            |
| Epidauro | –                 |
| Ermione  | Ermioni           |
| Micene   | Mykines           |
| Tirea    | –                 |
| Tirinto  | Nea Tiryntha      |
| Trezene  | Troizinìa-Méthana |

### Attica
| Poleis   | Città moderna |
| -------- | ------------- |
| Atene    | Atene         |
| Erea     | Chaidari      |
| Maratona | Maratona      |

### Beozia
| Poleis   | Città moderna |
| -------- | ------------- |
| Acrefia  | Akrefnio      |
| Aulide   | –             |
| Cheronea | Cheronea      |
| Copaide  | –             |
| Lebadia  | Livadeia      |
| Oleno    | –             |
| Orcomeno | Orcomeno      |
| Platea   | Platea        |
| Tanagra  | Tanagra       |
| Tebe     | Tebe          |
| Tespie   | Thespies      |

### Calcidica
| Poleis    | Città moderna |
| --------- | ------------- |
| Acanto    | Erisso        |
| Apollonia | –             |
| Mende     | Kassandra     |
| Olinto    | Olinto        |
| Potidea   | Kassandra     |
| Scione    | –             |
| Spartalo  | –             |

### Corinzia
| Poleis    | Città moderna |
| --------- | ------------- |
| Cillene   | –             |
| Corinto   | Corinto       |
| Feneo     | Feneos        |
| Mirtunzio | –             |
| Nemea     | –             |
| Sicione   | Sikyona       |
| Stinfalia | –             |

### Elide
| Poleis   | Città moderna  |
| -------- | -------------- |
| Elea     | –              |
| Figaleia | Nea Figaleia   |
| Lepreo   | –              |
| Olimpia  | Archea Olympia |
| Pisa     | Archaia Pisa   |

### Eniania
| Poleis | Città moderna |
| ------ | ------------- |
| Ipata  | Ipati         |

### Etolia
| Poleis   | Città moderna |
| -------- | ------------- |
| Calidone | –             |
| Oleno    | –             |
| Pleurone | Asfakovouni   |

### Eubea
| Poleis   | Città moderna |
| -------- | ------------- |
| Calcide  | Calcide       |
| Caristo  | Karystos      |
| Eretria  | Eretria       |
| Istiaia  | Istiaia       |
| Lefkandi | Lefkandi      |
| Stria    | Styra         |

### Focide
| Poleis   | Città moderna |
| -------- | ------------- |
| Anficlea | Amfikleia     |
| Delfi    | Delfi         |

### Ftia
| Poleis | Città moderna |
| ------ | ------------- |
| Lamia  | Zitonia       |

### Laconia
| Poleis | Città moderna |
| ------ | ------------- |
| Asine  | Skoutari      |
| Faris  | Faris         |
| Sparta | Sparta        |

### Locride
| Poleis  | Città moderna |
| ------- | ------------- |
| Anfissa | Amfissa       |
| Opunte  | –             |

### Megaride
| Poleis       | Città moderna |
| ------------ | ------------- |
| Megara Nisea | Megara        |

### Messenia
| Poleis  | Città moderna   |
| ------- | --------------- |
| Asine   | Korone          |
| Messene | Messene         |
| Pilo    | Navarino (Pilo) |

### Tessaglia
| Poleis   | Città moderna |
| -------- | ------------- |
| Crannone | Kileler       |
| Farsala  | Farsaglia     |
| Fere     | –             |
| Iolco    | Volo          |
| Larissa  | Larissa       |
| Metidrio | –             |

## Balcani

### Epiro
| Poleis    | Città moderna |
| --------- | ------------- |
| Ambracia  | –             |
| Apollonia | Fier          |
| Dodona    | Dodoni        |
| Epidamno  | Durazzo       |
| Lissos    | Alessio       |
| Nicopoli  | –             |

### Macedonia
| Poleis | Città moderna |
| ------ | ------------- |
| Dione  | Dion          |
| Metone | Metone        |
| Pella  | Pella         |
| Aigai  | Verghina      |

### Tracia[8]
| Poleis    | Città moderna |
| --------- | ------------- |
| Abdera    | Abdera        |
| Bisante   | Tekirdağ      |
| Bisanzio  | Istanbul      |
| Dorisco   | –             |
| Eno       | Enez          |
| Limna     | Limenas       |
| Maronia   | Maronia       |
| Neapolis  | Kavala        |
| Panio     | –             |
| Perinto   | –             |
| Pidna     | Pidna         |
| Sane      | –             |
| Selimbria | Silivri       |
| Stagira   | Olympiada     |
| Taso      |               |
| Torone    | –             |

### Illiria
| Poleis          | Città moderna  |
| --------------- | -------------- |
| Tragyrion       | Traù           |
| Pharos          | Cittavecchia   |
| Dimos           | Lesina         |
| Issa            | Lissa          |
| Korkyra Melaina | Curzola        |
| Epidayron       | Ragusa Vecchia |

## Mar Egeo

### Cicladi e Saroniche[9]
| Poleis    | Città moderna |
| --------- | ------------- |
| Akrotiri  | –             |
| Amorgo    |               |
| Andro     |               |
| Citno     | Citno         |
| Coresia   | Korissia      |
| Delo      |               |
| Egina     | Egina         |
| Io        |               |
| Iuli      | –             |
| Milo      |               |
| Micono    | Mykonos       |
| Nasso     |               |
| Paro      |               |
| Serifo    |               |
| Sicino    |               |
| Sifanto   |               |
| Siro      |               |
| Tino      |               |
| Santorini |               |

### Creta
| Poleis    | Città moderna |
| --------- | ------------- |
| Araden    | Aradaina      |
| Cidonia   | La Canea      |
| Cnosso    | –             |
| Falasarna | Falasarna     |
| Festo     | Festo         |
| Gortina   | Gortina       |
| Ierapitna | Lasithi       |
| Itano     | Itanos        |
| Lisso     | –             |
| Litto     | –             |
| Mallia    | Malia         |

### Dodecanneso
| Poleis  | Città moderna |
| ------- | ------------- |
| Calimno |               |
| Camiro  | Camiro        |
| Coo     |               |
| Ialiso  | –             |
| Lero    |               |
| Lindo   | Lindo         |
| Nisiro  |               |
| Rodi    |               |
| Telo    |               |

### Egeo Settentrionale
| Poleis   | Città moderna  |
| -------- | -------------- |
| Antissa  | Eresos-Antissa |
| Arisbe   | Kalloni        |
| Chio     |                |
| Ereso    | Ereso          |
| Imbro    |                |
| Lesbo    |                |
| Metimna  | Molybos        |
| Mitilene | Mitilene       |
| Pirra    | Pyrgi Thermis  |
| Marmara  |                |
| Tenedo   |                |

### Ionie
| Poleis    | Città moderna |
| --------- | ------------- |
| Cerigo    |               |
| Corcira   | –             |
| Itaca     |               |
| Leucade   |               |
| Cefalonia |               |
| Zante     |               |

### Sporadi
| Poleis | Città moderna |
| ------ | ------------- |
| Samo   |               |

## Asia Minore

### Bitinia
| Poleis          | Città moderna    |
| --------------- | ---------------- |
| Astaco          | İzmit            |
| Bitinio         | –                |
| Calcedonia      | Kadıköy          |
| Cio             | Nea Kios         |
| Eraclea Pontica | Karadeniz Ereğli |
| Nicea           | İznik            |

### Caria
| Poleis      | Città moderna |
| ----------- | ------------- |
| Alicarnasso | Bodrum        |
| Cauno       | Dalyan        |
| Ciero       | –             |
| Cnido       | –             |
| Iasos       | Milas         |
| Mileto      | –             |
| Mindo       | Gümüşlük      |
| Priene      | –             |

### Chersoneso Tracico
| Poleis       | Città moderna |
| ------------ | ------------- |
| Alopeconneso | Küçuk Kemikli |
| Cardia       | –             |
| Gallipoli    | Gallipoli     |
| Maidos       | –             |

### Doride
| Poleis    | Città moderna |
| --------- | ------------- |
| Leucopoli | –             |

### Ellesponto
| Poleis  | Città moderna |
| ------- | ------------- |
| Abido   | –             |
| Percote | –             |
| Sesto   | –             |

### Eolide
| Poleis      | Città moderna |
| ----------- | ------------- |
| Atarneo     | –             |
| Cuma eolica | Aliağa        |
| Elaea       | –             |
| Focea       | Eskifoça      |
| Grinio      | Yeni Şakran   |

### Frigia
| Poleis  | Città moderna |
| ------- | ------------- |
| Apamea  | –             |
| Arpagia | –             |
| Celene  | –             |

### Icaria
| Poleis | Città moderna |
| ------ | ------------- |
| Terme  | Agios Kirykos |

### Ionia
| Poleis    | Città moderna |
| --------- | ------------- |
| Clazomene | Urla          |
| Colofone  | –             |
| Efeso     | Aydın         |
| Eritre    | Ildırı        |
| Focea     | Yeni Foça     |
| Lebedo    | –             |
| Miunte    | Avşar         |
| Sime      | –             |
| Smirne    | Smirne        |
| Teo       | Siğacik       |

### Licia
| Poleis   | Città moderna |
| -------- | ------------- |
| Faselide | Kemer         |

### Lidia
| Poleis  | Città moderna |
| ------- | ------------- |
| Isparta | –             |

### Misia
| Poleis | Città moderna |
| ------ | ------------- |
| Pario  | –             |

### Panfilia
| Poleis  | Città moderna |
| ------- | ------------- |
| Aspendo | Adalia        |
| Perge   | –             |
| Side    | –             |

### Propontide
| Poleis | Città moderna |
| ------ | ------------- |
| Cizico | –             |
| Pitia  | –             |

### Troade
| Poleis   | Città moderna |
| -------- | ------------- |
| Asso     | Behramkale    |
| Troia    | Truva         |
| Lampsaco | Lapseki       |
| Oine     | –             |
| Peso     | –             |
| Priapo   | –             |

## Colonie greche

### Africa
| Poleis     | Città moderna        |
| ---------- | -------------------- |
| Alesandria | Alessandria d'Egitto |
| Apollonia  | Marsa Susa           |
| Barca      | Al-Marj              |
| Berenice   | Bengasi              |
| Cirene     | Shahat               |
| Naucrati   | Kom Gi'eif           |
| Tauchira   | –                    |

### Cipro
| Poleis   | Città moderna |
| -------- | ------------- |
| Carpasia | Agios Filo    |
| Lapito   | Lapithos      |
| Pafo     | Pafo          |
| Salamina | –             |
| Soli     | Morfou        |

### Mar Nero
| Poleis             | Città moderna          |
| ------------------ | ---------------------- |
| Amiso              | Samsun                 |
| Apollonia pontica  | Sozopol                |
| Callatis           | Mangalia               |
| Cireso             | Giresun                |
| Chersoneso taurica | Sebastopoli            |
| Cimmerico          | –                      |
| Citoro             | –                      |
| Cotiora            | Ordu                   |
| Dioscurias         | Sukhumi                |
| Ermonassa          | Tmutarakan'            |
| Fanagoria          | –                      |
| Fasi               | Poti                   |
| Giorgippia         | Anapa                  |
| Istria             | Istria                 |
| Mesembria          | Nesebăr                |
| Mirmecio           | –                      |
| Ninfeo             | –                      |
| Odesso             | –                      |
| Olbia pontica      | –                      |
| Panticapeo         | Kerč'                  |
| Pitiunte           | Pitsunda               |
| Sesamo             | –                      |
| Sinope             | Sinope                 |
| Tanais             | Tana                   |
| Teodosia           | Feodosia               |
| Tieo               | –                      |
| Tiritace           | –                      |
| Tomi               | Costanza               |
| Trebisonda         | Trebisonda             |
| Tyras              | Bilhorod-Dnistrovs'kyj |

### Magna Grecia[11]
| Poleis          | Città moderna   |
| --------------- | --------------- |
| Adria           | Adria           |
| Ankón           | Ancona          |
| Akragas         | Agrigento       |
| Caronia         | Caronia         |
| Caulonia        | Caulonia        |
| Crotone         | Crotone         |
| Katane          | Catania         |
| Cuma            | Cuma            |
| Dicearchia      | Pozzuoli        |
| Elea-Velia      | Ascea           |
| Eraclea         | Policoro        |
| Gela            | Gela            |
| Imera           | Termini Imerese |
| Hipponion       | Vibo Valentia   |
| Laos            | Marcellina      |
| Leontinoi       | Lentini         |
| Lipari          |                 |
| Kamarina        | Ragusa          |
| Locri Epizefiri | Locri           |
| Medma           | Rosarno         |
| Metauros        | Gioia Tauro     |
| Megara Iblea    | Augusta         |
| Metaponto       | Bernalda        |
| Mile            | Milazzo         |
| Neapoli         | Napoli          |
| Nasso           | Giardini-Naxos  |
| Pandosia        | Anglona         |
| Poseidonia      | Paestum         |
| Pithecusa       | –               |
| Rhegion         | Reggio Calabria |
| Selinunte       | Castelvetrano   |
| Sybaris         | Sibari          |
| Syrakousai      | Siracusa        |
| Siri            | Nova Siri       |
| Taras           | Taranto         |
| Tauromenio      | Taormina        |
| Temesa          | –               |
| Terina          | Nocera Terinese |
| Thurii          | Turi            |
| Zancle          | Messina         |

### Mediterraneo occidentale
| Poleis      | Città moderna |
| ----------- | ------------- |
| Agata       | Agde          |
| Antipoli    | Antibes       |
| Emeroscopio | –             |
| Emporio     | Empúries      |
| Massalia    | Marsiglia     |
| Menace      | –             |
| Nicea       | Nizza         |